# Something Tasty (Art Farmer)
Something Tasty è un album a nome di Super Jazz Trio with Art Farmer, pubblicato dall'etichetta Jazz Line Records nel 1983, oltre che dalla Baystate Records con lo stesso titolo. Il disco fu registrato il 25 maggio 1979 al Media Studio di Tokyo (Giappone).

## Tracce
Lato A
1. Au Privave – 6:28 (Charlie Parker)
2. Blame It on My Youth – 7:34 (Edward Heyman, Oscar Levant)
3. My Heart Skips a Beat – 6:00 (Duke Jordan)

Lato B
1. Here's That Rainy Day – 5:53 (Johnny Burke, Jimmy Van Heusen)
2. Stablemates – 6:18 (Benny Golson)
3. It Might as Well Be Spring – 9:45 (Oscar Hammerstein II, Richard Rodgers)

## Musicisti
- Art Farmer - flicorno
- Tommy Flanagan - pianoforte
- Reggie Workman - contrabbasso
- Joe Chambers - batteria